# Mariano Castejón Chaler
Mariano Castejón Chaler (Vinaròs, 1956) és un polític valencià, diplomat en Ciències Socials i mestre de valencià. Des d'octubre de 1974, és titulat en EGB per l'Escola Normal de Castelló. Ha dirigit el Centre de Formació, Innovació i Recursos Educatius (CEFIRE) del Maestrat-Ports, amb centre a Vinaròs, des del 25 d'octubre de 1999 fins a octubre de 2003.
Militant del Partit Popular, a les eleccions municipals espanyoles de 1987 fou escollit regidor de l'Ajuntament de Vinaròs i en març de 2003 secretari general del PP de Vinaròs. Va ser reelegit regidor del seu poble en les eleccions municipals de 1995, 2003 i 2007. També ha estat elegit diputat per la província de Castelló a les eleccions a les Corts Valencianes de 2003, 2007 i 2011. Actualment, Mariano és mestre d'Educació Primària al CEIP Mare de Déu de la Misericòrdia de Vinaròs.